# Monaeses aciculus
Monaeses aciculus là một loài nhện trong họ Thomisidae.
Loài này thuộc chi Monaeses. Monaeses aciculus được Eugène Simon miêu tả năm 1903.